# 花月園遊園地
花月園遊園地（かげつえんゆうえんち）は、神奈川県横浜市鶴見区にかつて存在した遊園地である。

## 歴史

### 開園
1914年（大正3年）に平岡廣高によって「花月園」の名称で開園された。花月園はフランスのフォンテンブローにあった遊園地をモデルに造成したとされており、当初の敷地は2万5千坪であった。動物園、噴水、花壇、ブランコなどの施設から始まり、「大山すべり」、「豆汽車」などのアトラクションが追加されていった。また近隣を走る京浜電気鉄道（現在の京浜急行電鉄本線）に花月園前駅（現在の花月総持寺駅）が開設され、来場客のアクセスとした。
当時、園内の売店では花月園名物のまんじゅうが飛ぶように売れた記録が残っている。また場内のダンスホールは谷崎潤一郎の「痴人の愛」の舞台とされている。宝塚遊園地の宝塚歌劇団にならって花月園少女歌劇団を結成し、宝塚との交流も行ったことから『西の宝塚・東の花月園』とまで評されるようになった。
1925年（大正14年）に入場者数はピークを迎え、拡大を続けた敷地は国内有数の規模となる7万坪程度にまでなったが、当時は10万坪と公称していた。

### 人気の衰えと譲渡
しかし近隣に多摩川園や三笠園（跡地は横浜市立岸谷公園）などが開園してからは人気が急落し、1933年（昭和8年）には600万円の負債を抱え、京浜電気鉄道や大日本麦酒などが中心となって設立した株式会社花月園に経営権が譲渡された。
以降の花月園遊園地は主に京浜電鉄の集客遊戯施設として存続した。その後、株式会社花月園の経営権は多摩川園を経営する東京急行電鉄、続いて日本鋼管などが設立した京浜工業協会（後の鶴見工業会）に移譲されることになり、各社従業員の慰安施設として使われた。また高台にあったことから戦時中は高射砲陣地としても活用され、各遊具の部品は工業用品に転用された。

### 閉園
終戦後は事実上放置状態にありながら運営が続けられていたものの、1946年（昭和21年）11月に閉園となる。その後、跡地に競輪場が設置されることになり、神奈川県に買収される形で1950年（昭和25年）1月に株式会社花月園は解散した。花月園遊園地の跡地は、改めて設立された現在の花月園観光により1950年（昭和25年）5月18日、花月園競輪場が誕生する。花月園競輪場は2010年（平成22年）3月をもって廃止。2015年（平成27年）11月23日に「さよなら花月園競輪場イベント」が開催され、園内を1日限りの一般公開。その花月園競輪場も2016年（平成28年）に解体され、跡地には2021年（令和3年）11月1日、防災公園を兼ねた鶴見花月園公園が開園した。
のちに女優の五大路子が、自身が座長を務める演劇劇団『横浜夢座』において、花月園全体の歴史を舞台化した『ジャンジャン花月園』を2010年（平成22年）11月に公演している。

## 参考資料
- 『花月園観光三十年史』花月園観光 1980年

## 文献
- 斎藤美枝『鶴見花月園秘話 東洋一の遊園地を創った平岡廣高』鶴見区文化協会 2007年